# Robin Juel Skivild
Robin Juel Skivild (født 21. august 2001 i Ryslinge) er en professionel cykelrytter fra Danmark, der kører for STARK - Peter Ellegaard Track Team powered by SANA.

## Karriere
I 2019 kørte Skivild for det Silkeborg-baserede juniorhold Team Mascot Workwear. Fra starten af 2020 skiftede han til det aarhusianske DCU-hold Team AURA Energi-JS.dk, hvor han kørte sit første år som seniorrytter. I 2021 blev Robin Juel Skivild en del af det norske kontinentalhold Uno-X DARE Development Team.